# ルーホッラー・ハーレギー

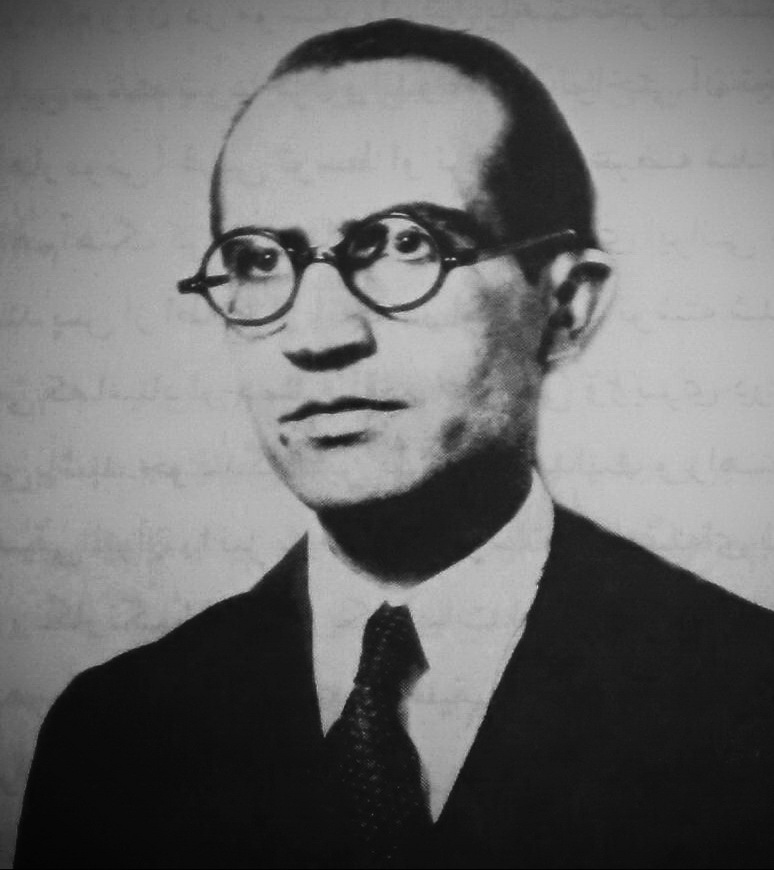
ルーホッラー・ハーレギー

ルーホッラー・ハーレギー（ペルシア語: روح‌الله خالقی, ラテン文字転写: Rūhollâh Xâleqī、1906年 - 1965年11月12日）は、イランの音楽家、作曲家、指揮者、著述家。

## 生涯

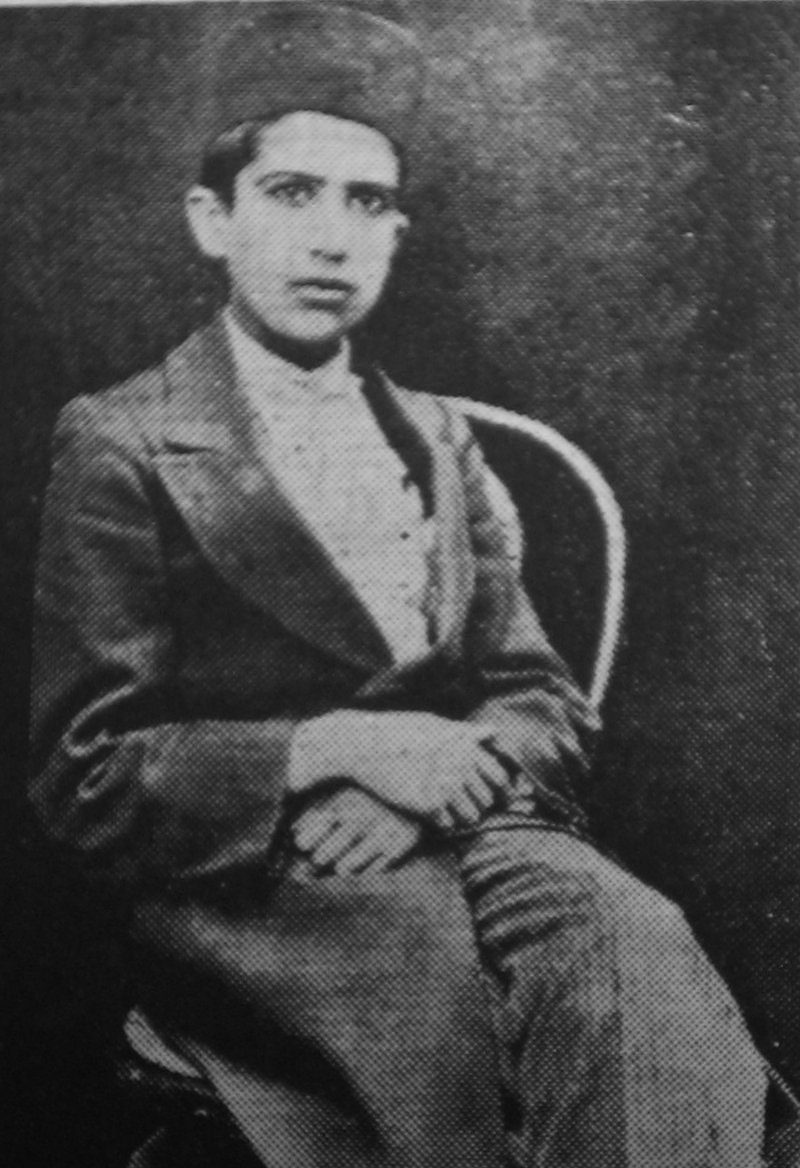
幼少期

ルーホッラー・ハーレギーはケルマーンの近くにあるマハンという小さな町で、1906年に音楽好きな家に生まれた。最初はタールを習ったが、後にヴァイオリンを学習するようになった。やがてアリーナギー・ヴァズィーリーが音楽学校を開くと、ハーレギーはそれまでの学校をやめてヴァズィーリーの学校に入学し、8年間学んだ。後にはヴァズィーリーの助手となり、音楽理論を講義した。さらにテヘラン大学に入学し、ペルシア語とペルシア文学の学位をとった。
1944年にイラン音楽協会を創設し、1949年には国立音楽学校を設立した。1955年にソビエト連邦を旅行し、帰国後にイラン・ソビエト協会に入会して理事となった。またラジオの音楽アドバイザーも務め、ゴルハー（花）という番組で、オーケストラを指揮して、自作曲や同時代の曲を紹介するとともに古典の編曲も行った。彼はイラン古典音楽にポリフォニーを導入することで、より魅力的なものになるとの考えを持っていた。

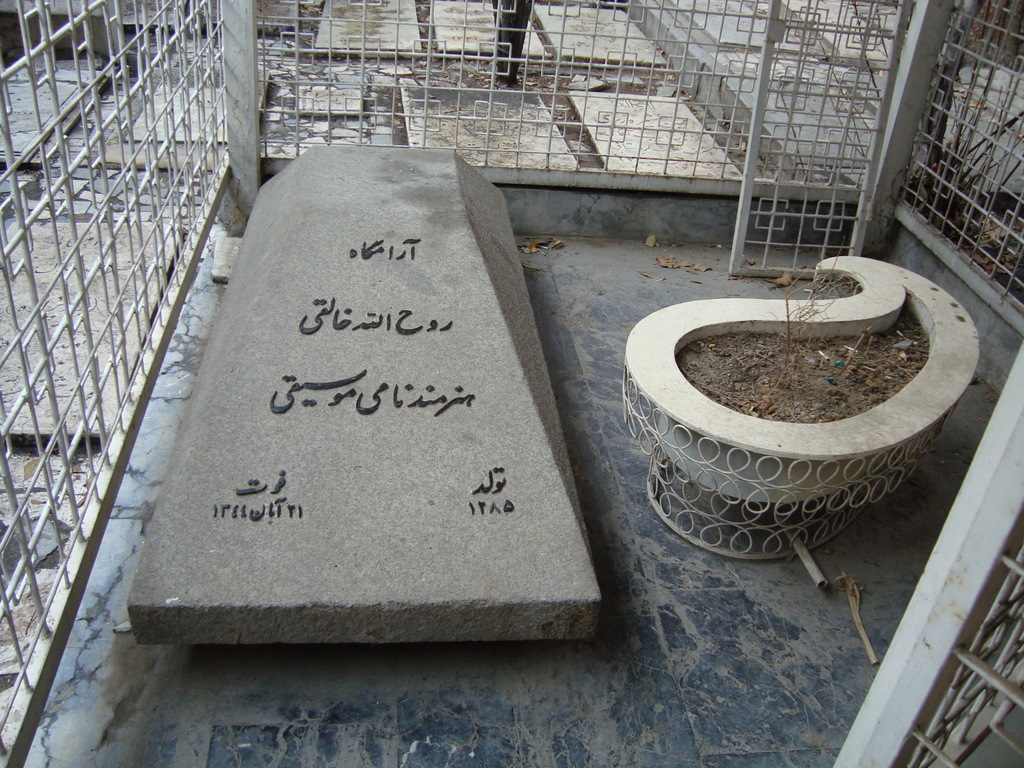
墓標

1965年11月12日にオーストリアのザルツブルクで亡くなった。イランの著名な芸術家が多数埋葬されているテヘラン郊外のザヒーロッドウレ墓地（シェミーラーン郡ダルバンド）に墓地がある。
作品にはMey-e Nāb（純粋なワイン）、Āh-e Sahar（夜明けのため息）、Hālā Cherā（なぜ今？）、Chang-e Rudaki（ルダーキーのハープ）などがある。作風はEy Iranに代表されるように叙情的で愛国的なものである。
著書に『イラン音楽史』『西洋音楽の和声』『東洋音楽理論』『イラン音楽理論』などがある。